# Irún–Pamplona–Irún
Das Straßenradrennen Irún–Pamplona–Irún war ein Etappenrennen, das vom 16. bis 17. Oktober 1909 für Berufsfahrer und Amateure im Baskenland veranstaltet wurde.

## Rennverlauf
Das Rennen wurde über zwei Etappen zwischen den Städten Irún und Pamplona ausgetragen. Irún–Pamplona–Irún begründete die Tradition der Baskenland-Rundfahrt, es galt als deren Vorläufer. Veranstalter waren der Racing Club de Irun und der Plampona F.C. 16 spanische Radrennfahrer gingen an den Start. Es war das erste Etappenrennen in Spanien.

## Etappen
| Etappe    | Tag         | Start – Ziel  | km   | Etappensieger  |
| --------- | ----------- | ------------- | ---- | -------------- |
| 1. Etappe | 16. Oktober | Irún–Pamplona | 92,3 | Vicente Blanco |
| 2. Etappe | 17. Oktober | Pamplona–Irún | 92,3 | Vicente Blanco |

## Ergebnis
| Endstand | Endstand         | Endstand   |
| -------- | ---------------- | ---------- |
| Erster   | Vicente Blanco   | 7:02:27 h  |
| Zweiter  | Angel Mancisidor | +2:11 min  |
| Dritter  | Jesus Cuesta     | +3:09 min  |
| Vierter  | Guillermo Antón  | +14:28 min |
| Fünfter  | Francisco Verde  | +14:44 min |
| Sechster | Juan Abadia      | +1:24:19 h |
| Siebter  | Leon Alzate      | +1:30:00 h |
| Achter   | Eusebio Soreano  | +2:00:43 h |